# 松平直泰
松平 直泰（まつだいら なおひろ）は、江戸時代中期の大名。播磨国明石藩の第4代藩主。官位は従四位下但馬守、左兵衛督、若狭守。直良系越前松平家5代。

## 生涯
寛延元年（1748年）、第3代藩主・松平直純の長男として江戸藩邸にて誕生した。宝暦8年（1758年）に元服し、直純より直泰の諱を与えられる。宝暦12年（1762年）、初めて10代将軍・徳川家治に御目見する。元文13年（1763年）に従五位下を叙任し、内膳正と名乗る。
明和元年（1764年）、直純が病没したため家督を継ぐ。明和2年（1765年）、内膳正より丹後守と改称する。明和7年（1770年）、二本松藩主丹羽高庸の娘・勢姫（のち利恵姫と改称）と婚姻する。翌明和8年（1771年）、利恵姫が病没し、浅草の幡随院に葬る。安永2年（1773年）、従四位下に昇進、但馬守、左兵衛督と改称する。安永7年（1778年）、利恵姫の妹・喜姫を継室としたが、天明2年（1782年）には離婚している。天明4年（1784年）、家督を長男の直之に譲り隠居し、若狭守と称す。享和3年（1804年）、卒中のため明石城二の丸にて死去した。享年56。

## 系譜
- 父：松平直純（1727-1764）
- 母：千姫 - 牧野貞通の娘
- 正室：利恵姫（? - 1771年） - 丹羽高庸の娘
- 継室：喜姫 - 丹羽高庸の娘
  - 九男：松平直方（1779年 - 1842年） - 松平直暠の婿養子
- 側室：園子
  - 長男：松平直之（1768年 - 1786年）
- 側室：里嘉子
  - 三男：松平直周（1773年 - 1828年）
- 生母不明の子女
  - 四男：松平直暠（1777年 - 1796年）
  - 六男：中条信徳（1779年 - 1830年） - 中条信義の養子
  - 十男：本多忠曄
  - 十一男：有馬広寿（1781年 - 1814年） - 有馬広春の養子
  - 男子：松平直顕
  - 男子：安藤定則
  - 十四男：千賀直標
  - 十六男：松平直宝
  - 十七男：直董
  - 女子：栄 - 牧野康儔正室、のち水野貞利継室
  - 女子：輝 - 本多忠昶正室、のち内藤正弘継室
  - 女子：寿 - 勘解由小路資善室
  - 女子：堀田一権正室 - のち松平康正正室
  - 女子：幹 - 松平直益正室
  - 女子：喬 - 蜂須賀喜脩室
  - 女子：晋 - 畠山基利正室
  - 女子：小堀政共正室